# Etappenlavage
Die Etappenlavage (auch: programmierte Etappenlavage) ist im chirurgischen Sprachgebrauch die geplante, in vorher festgelegten Zeitabständen vorgenommene Relaparotomie bei hochgradigen entzündlichen Erkrankungen des Bauchraums. Grund ist meist die eitrige Peritonitis.

## Indikation
Hochgradige, schwer beherrschbare, meist bakterielle, septische Entzündungsprozesse im Bauchraum erweisen sich mit den normalen Vorgehensweisen der Chirurgie von vornherein oder im Verlauf als nicht heilbar. Bei dieser Art von Entzündungszuständen kann nur die immer wieder durchgeführte, operative Entfernung von Entzündungsprodukten (Ansammlungen von Fibrin oder seiner Folgeprodukte, Ausspülung von Eiter, Entfernung von Blutansammlungen) zum Erfolg führen. In der Regel legt der Operateur in so einer Situation fest: „Etappenlavage alle xx (oft 48) Stunden“.

## Durchführung
Es sind unterschiedliche Vorgehensweisen üblich:
- Programmierte Relaparotomie mit definitivem Bauchverschluss: Nach den „Säuberungsmaßnahmen“ im Bauchraum wird dieser wie üblich verschlossen.
- Reißverschlussbehandlung: an die Faszien wird ein Reißverschluss angenäht, der den Zugang zum Bauchraum problemlos rasch ermöglicht.
- Offene Bauchbehandlung: der Bauch wird nicht verschlossen, sondern nur durch Folie abgedeckt, die unter ein kleines Vakuum gesetzt wird.

Ein einheitlicher Konsens über diese drei Behandlungsformen besteht noch nicht.
Die Etappenlavage wird mittels Bauchverschluss beendet, wenn die entzündlichen Veränderungen eindeutig abgeklungen sind. Meist also eine Operation später, als wirklich erforderlich.

## Prognose
Gelingt es, den entzündlichen Prozess zu beherrschen, ist die Prognose gut. Allerdings gibt es viele Fälle, bei denen der Abdominalraum 20-mal und mehr „revidiert“ werden muss. Diese Patienten liegen manchmal >100 Tage in Narkose. Die Rekonstruktion der Bauchdecken wird je nach zeitlichem Verlauf schwieriger. Narbenbrüche sind eher die Regel, als die Ausnahme.
Die Gesamtprognose ist abhängig von der Grunderkrankung.